# Tarryn Fisher
Tarryn Fisher (ur. w Johannesburgu) – pisarka i blogerka, pochodząca z RPA. Jej powieści zostały uznane za bestsellery przez The New York Times. W 2015 roku była nominowana do Goodreads Choice Award w kategorii kryminał i thriller za powieść Margo. Razem z przyjaciółką,  Madison Seidler założyła bloga modowego, Guise of the Villain.

## Życie prywatne
W wieku trzynastu lat przeprowadziła się do USA. Początkowo mieszkała w południowej części Florydy. W 2012 roku przeprowadziła się do Seattle.

## Publikacje
Seria Mimo moich Win
- Mimo moich win (ang. The Opportunist, 2011; w Polsce wyd. SQN, 2016)
- Mimo twoich łez (ang. Dirty Red, 2012; w Polsce wyd. SQN, 2016)
- Mimo naszych kłamstw (ang. Thief, 2013; w Polsce wyd. SQN, 2017)

Seria End Of Men (razem z Willow Aster)
- Folsom (2018)
- Jackal (2018)
- Kasper (2018)

Pozostałe
- F*ck Love (2015)
- Margo (ang. Marrow, 2015; w Polsce wyd. SQN, 2017)
- Never Never (ang. Never Never, 2015; w polsce wyd. Moondrive, 2016) – razem z Colleen Hoover
- Bad Moomy. Zła mama (ang. Bad Moomy, 2016; w Polsce wyd. SQN, 2017)
- Ciemna strona (ang. Mud Vein, 2014; w Polsce wyd. SQN, 2017)
- Bogini niewiary (ang. Atheists Who Kneel and Pray, 2017; w Polsce wyd. SQN, 2018)